# Hoplobunus apoalensis
Hoplobunus apoalensis is een hooiwagen uit de familie Stygnopsidae.